# Адміністративний устрій Великобурлуцького району
Адміністративний устрій Великобурлуцького району — адміністративно-територіальний поділ Великобурлуцького району Харківської області на 2 селищні та 16 сільських рад, які об'єднують 83 населені пункти та підпорядковані Великобурлуцькій районній раді. Адміністративний центр — смт Великий Бурлук.

## Список радВеликобурлуцького району
| №  | Назва                             | Центр                 | Населені пункти | Площа км² | Місце за площею | Населення (2001), чол. | Місце за населенням |
| -- | --------------------------------- | --------------------- | --- | --------- | --------------- | ---------------------- | ------------------- |
| 1  | Великобурлуцька селищна рада      | смт Великий Бурлук    | смт Великий Бурлук c. Балка c. Буряківка c. Голубівка c. Горяне c. Жуків Яр c. Заміст c-ще Канівцеве c. Лебедівка c-ще Литвинівка c. Манцівка c. Михайлівка c. Новоселівка c. Плоске c. Пролетарка c. Яєчне |           |                 |                        |                     |
| 2  | Приколотнянська селищна рада      | смт Приколотне        | смт Приколотне c. Гогине |           |                 |                        |                     |
| 3  | Андріївська сільська рада         | c. Андріївка          | c. Андріївка c. Веселе c. Рогозянка c-ще Садовод c. Стецьківка |           |                 |                        |                     |
| 4  | Вільхуватська сільська рада       | c. Вільхуватка        | c. Вільхуватка c. Анискине c. Водяне c. Довгеньке c. Зарубинка c. Івашкине c. Комісарове c. Устинівка c. Широке                                                                                             |           |                 |                        |                     |
| 5  | Гнилицька сільська рада           | c. Гнилиця            | c. Гнилиця c. Аркушине c. Зелений Гай |           |                 |                        |                     |
| 6  | Гнилицька Перша сільська рада     | c. Гнилиця Перша      | c. Гнилиця Перша |           |                 |                        |                     |
| 7  | Григорівська сільська рада        | c. Григорівка         | c. Григорівка c. Амбарне c-ще Комсомольське |           |                 |                        |                     |
| 8  | Катеринівська сільська рада       | c. Катеринівка        | c. Катеринівка c-ще Микільське |           |                 |                        |                     |
| 9  | Малобурлуцька сільська рада       | c. Малий Бурлук       | c. Малий Бурлук c. Шевченкове |           |                 |                        |                     |
| 10 | Міловська сільська рада           | c. Мілове             | c. Мілове c. Чугунівка c. Шев'яківка |           |                 |                        |                     |
| 11 | Новоолександрівська сільська рада | c. Нова Олександрівка | c. Нова Олександрівка c. Красне c. Лозове c. Полковниче c. Шевченкове |           |                 |                        |                     |
| 12 | Підсереднянська сільська рада     | c-ще Підсереднє       | c-ще Підсереднє c-ще Дорошенкове c-ще Малахове c-ще Сірий Яр |           |                 |                        |                     |
| 13 | Рубленська сільська рада          | c. Рублене            | c. Рублене c. Артільне c. Березники c. Крейдянка c. Озерне c. Потихонове |           |                 |                        |                     |
| 14 | Федорівська сільська рада         | c-ще Федорівка        | c-ще Федорівка c. Довжанка c-ще Миколаївка c-ще Курганне c. Слизневе |           |                 |                        |                     |
| 15 | Хатнянська сільська рада          | c. Хатнє              | c. Хатнє c-ще Красноярське |           |                 |                        |                     |
| 16 | Червонохвильська сільська рада    | c-ще Червона Хвиля    | c-ще Червона Хвиля c-ще Зелений Гай c-ще Куп'єваха c-ще Нова Олександрівка |           |                 |                        |                     |
| 17 | Чорненська сільська рада          | c. Чорне              | c. Чорне c. Грачівка c. Купине c. Лобанівка c. Нефедівка |           |                 |                        |                     |
| 18 | Шипуватська сільська рада         | c. Шипувате           | c. Шипувате c. Веселе c. Нестерівка c. Середній Бурлук c-ще Шипувате c. Шляхове |           |                 |                        |                     |

* Примітки: м. — місто, с-ще — селище, смт — селище міського типу, с. — село